# Cerodontha sibirica
Cerodontha sibirica är en tvåvingeart som beskrevs av Zlobin 1979. Cerodontha sibirica ingår i släktet Cerodontha och familjen minerarflugor. Inga underarter finns listade i Catalogue of Life.